# 穆利桑
穆利桑（法語：Moulicent，法語發音：[mulisɑ̃]）是法国奥恩省的一个旧市镇，属于莫尔塔涅欧佩什区。2016年1月1日，穆利桑和相邻的另外7个市镇合并为新市镇隆尼莱维拉日（Longny les Villages）。

## 地理
穆利桑（48°33'46"N, 0°45'33"E）面积33.41 平方千米，位于法国诺曼底大区奧恩省，该省份为法国西北部内陆省份，北起顺时针与卡爾瓦多斯省、厄尔省、厄尔-卢瓦省、萨尔特省、马耶讷省和芒什省接壤。
与穆利桑接壤的市镇（或旧市镇、城区）包括：洛姆沙蒙多、厄尔河畔拉朗德、隆尼莱维拉日、马莱塔布勒、马尔尚维尔。
穆利桑的时区为UTC+01:00、UTC+02:00（夏令时）。

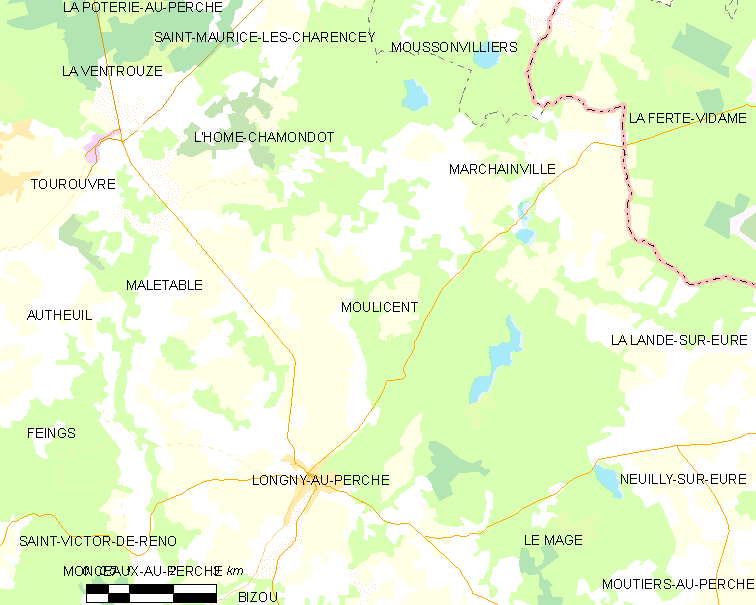
穆利桑的OSM定位图

## 行政
穆利桑的邮政编码为61290，INSEE市镇编码为61296。

## 政治
穆利桑所属的省级选区为图鲁夫尔欧佩什县。

## 人口

1962-2008年间穆利桑人口变化图示

穆利桑于2018年1月1日时的人口数量为286人。